# Zdeněk Jiří Chřepický z Modliškovic
Mons. Zdeněk Jiří Josef rytíř Chřepický z Modliškovic (uváděn též pod pseudonymy: Zdeněk Jiří Chřepický z Modliškovic, Zdeněk Jiří Chrzepiczky de Modlisskowicz, Zdeněk Jiří Křepický z Modliškovic na Smolotelích, Zdeněk Jiří Chržepicžky de Modlisskowicz či Zdeněk Jiří Chrzepiczky; 7. března 1677 – 16. května 1755) byl český katolický duchovní, teolog, náboženský spisovatel a pražský pomocný (světící) biskup.

## Život
Pocházel z jihočeského šlechtického rodu Chřepických z Modliškovic. Byl pokřtěn 17. března 1678 v Sedlci. Záhy se rozhodl pro dráhu duchovního. S bratrem Janem Václavem vstoupil na filozofickou fakultu v Praze. Vystudoval teologii a v letech 1702–1706 se stal duchovním správcem ve Vacově u Volyně. V letech 1715–1717 se stal sídelním kanovníkem litoměřické kapituly. Dne 28. prosince 1717 byl zvolen kanovníkem metropolitního pražského chrámu sv. Víta, na svůj litoměřický kanonikát rezignoval a 1. února 1718 byl instalován v Praze. V kapitule zastával úřad českého kazatele. Byl také jmenován děkanem kolegiátního kostela sv. Apolináře a kanovníkem boleslavským. V rozmezí let 1721–1722 byl od českých stavů zvolen do rektifikační komise. V roce 1729 v Praze vydal knížku: Ctnost a svatosti prvomučedníka sv. Štěpána dokonalý následovník… sv. Jan Nepomucký. V metropolitní kapitule dosáhl 11. února 1733 hodnost děkana a 30. června 1734 se stal kapitulním proboštem. Dne 16. října 1737 mu byl udělen titul tajného rady jako uznání jeho zásluh v úřadu probošta ve službách země. Již v roce 1733 koupil od Josefa Ladislava Morela z Letin lenní statek Smolotely v příbramském okrese.
V roce 1743 byl Marií Terezií odsouzen do „vyhnanství“ a dostal pokutu za to, že holdoval bavorskému kurfiřtovi Karlovi jako českému králi. Následkem toho prožil určité období mimo Prahu, když pobýval v Kajetánské zahradě u kaple Panny Marie za Strahovskou branou. Toto kdysi poutní místo se nacházelo v zahradě u dvora Kajetánka nedaleko břevnovského kláštera. Později byl vzat na milost. Dne 23. září 1743 byl jmenován světícím biskupem pražským a po návratu do Prahy přijal biskupské svěcení. Dne 26. května 1750 postoupil léno Smolotely své sestře Antonii, ovdovělé Santiniové-Aichlové za podmínky, že mu bude vyplácet roční plat dva tisíce zlatých rýnských. Zemřel 16. května 1755.

## Odkaz
Pamatoval odkazem 10 tisíc rýnských zlatých na pražský chrám sv. Víta. Další odkazy byly určeny na Kajetány, kostely v Hostouni a kostel sv. Matěje v Šárce. Ve svatovítské kapitule působil v období svatořečení Jana Nepomuckého, jehož byl obzvláštním ctitelem, o čemž svědčí i spisek, který o Janu Nepomuckém vydal a mramorová balustráda, ozdobená čtyři stříbrnými alegorickými postavami znázorňující ctnosti, která je okolo hrobu světce v pražské katedrále. Toto nákladné dílo je prací staroměstského zlatníka Josefa Seitze. Zachoval se jeho portrét od Jana Rudolfa hraběte Šporka. Životopis se nachází v dílech Antonína Podlahy a Milana Bubna.

## Monografie
- Regum Deliciae Panis Fortium a Christo Jesu Salvatore Mundi. [s.l.]: Wolffgang Wickhart, 1719.